# Ron Tiner
Ron Tiner (Ronald Charles Tickner; Borden, Kent, 8 de mayo de 1940) es un dibujante de cómics británico. Inicialmente conocido por su trabajo en cómics para niños, y posteriormente como ilustrador de libros, en los últimos años ha destacado por su labor educadora, así como por su trabajo en el mundo de los cómics, ciencia ficción y fantasía.

## Carrera
Por motivos económicos, Tickner no pudo matricularse en escuelas de arte, por lo que originalmente intentó emprender una carrera en el campo de las telecomunicaciones. A los 25 años, empezó a enseñar arte en escuelas, mientras, en paralelo, dibujaba cómics en varios géneros, como la ciencia ficción, bajo el pseudónimo Ron Tiner, nombre que utiliza para todos los efectos, para esconder su identidad de sus empleadores y de sus estudiantes.
Su primer encargo profesional fue dibujar la tira Spring-Heeled Jack para la revista Hotspur. Posteriormente, empezó a colaborar en revistas de cómics para adultos, como Oink! y Brain Damage; su The Striker Wore Pink Knickers, realizada para esta última revista, fue especialmente popular. 
A finales de los años 1970, empezó a colaborar con la histórica revista 2000 AD, para la que dibujó tres episodios de Tharg's Future-Shocks: Fugitive, con guion de Phillip Greenaway (junio de 1978), Brain Drain, con guion de Steve Moore (enero de 1979), y Mister, Could You Use a Sponge?, escrita por Alan Moore (noviembre de 1981). 
A principios de los años 1980. adaptó siete historias de los Siete Secretos de Enid Blyton al cómic, en la revista Enid Blyton's Adventure Magazine, publicada por Gutenburghus.
El mercado británico de los cómics se derrumbó a finales de los años 1980, y Tiner empezó a colaborar para DC Comics en la serie Hellblazer, para la que dibujó cuatro números. Durante aquella época, actuó como modelo para su discípulo Dave Mc Kean, que basó en su semblante el personaje de Amadeus Arkham para la novela gráfica Arkham Asylum (1988), con guiones de Grant Morrison.
En paralelo empezó a ilustrar libros (su actividad principal durante las últimas tres décadas), en títulos de no ficción como In a Monastery Garden (1988), de Elizabeth y Reginald Peplow; la novela fantástica The Far-Enough Window (2002), de John Grant; Mind Reader (1998) y Mind Reader: Blackmail (1999), de Pete Johnson; y dos libros para niños, en la serie Library of Fear and Fantasy, publicada por Usborne: Tales of Robin Hood (1996), de Tony Allan, y Dr. Jekyll and Mr. Hyde (1996), de John Grant, en el que reeimaginaba el clásico de Robert Louis Stevenson. Además, desde 1988 hasta 2000, ilustró muchos libros para Oxford University Press y Penguin Puffin, en una serie de contribuciones para libros de texto dirigidos a estudiantes con discapacidad, como The Thirty-Nine Steps (1995), adaptado por Nick Bullard de la novela de John Buchan, y Rip Van Winkle and The Legend of Sleepy Hollow (2000), de Margaret Murphy, una adaptación de los cuentos de Washington Irving.
En el terreno académico, Tiner ha publicado varios libros, como Figure Drawing Without a Model (1992), The Encyclopedia of Fantasy & Science Fiction Art Techniques (1996), con John Grant, y Drawing from Your Imagination (2009). Escribió además Mass: The Art of John Harris (2000). Ha realizado artículos para la segunda edición de The Encyclopedia of Science Fiction (1993), en la edición de John Clute y Peter Nicholls, y fue editor de la Encyclopedia of Fantasy (1997), editada por John Clute y John Grant. 
En los últimos años, ha realizado una edición ilustrada de las novelas de Sherlock Holmes, de Arthur Conan Doyle, para London Univesity Press.